# 文淑益
文淑益（1902年—1928年），女，湖南长沙人，中国革命烈士。曾任中共临湘地区党委委员。